# Otłówko
Otłówko – osada w Polsce położona w województwie pomorskim, w powiecie kwidzyńskim, w gminie Gardeja przy drodze krajowej nr 55.
W latach 1975–1998 miejscowość administracyjnie należała do województwa elbląskiego.

## Zabytki
Według rejestru zabytków NID na listę zabytków wpisany jest zespół pałacowy i folwarczny z 2 poł. XVIII-XIX w., nr rej.: 567/98 z 22.12.1998:
- Pałac w Otłówku, 1900
- park
- folwark (układ przestrzenny).